# 云广英
云广英（1905年11月—1990年6月9日），原名云昌旭，字亮初，又名云清，化名林秀先，广东文昌（今属海南）人，中华人民共和国政治人物，曾任广东省人民政府秘书长、中共广东省委常委、中共广东省委统战部副部长、广东省第四届政协副主席和第五届人大常委副主任、广东省人民检察院检察长、党组书记，广东省人大常委会副主任，中共七大代表，第五、六届全国政协委员。